# 張廷相
張廷相（1558年—？），字以忠，號程川，江西撫州府金谿縣人，軍籍，明朝政治人物。

## 生平
萬曆十年（1582年）壬午科江西鄉試第八名，萬曆十一年（1583年）聯捷癸未科會試第三百三十三名，登三甲第二百三十五名進士。都察院觀政，次年乞告，授河南歸德府學教授，十三年充應天府鄉試同考官，十四年升南京國子監博士，十七年升刑部主事，二十年升员外郎，历官刑部河南司郎中，二十一年冬降调外任，降嘉兴府通判。萬曆二十六年（1598年）升任山西太原府同知。二十九年任扬州府知府，又任潞安府知府，三十年升揚州府知府，三十二年考察調簡，三十五年補潞安府知府，三十八年六年升福建按察司副使。四十一年考察。

## 家族
曾祖張煒；祖父張瓛，曾任壽官；父張純。前母陳氏；母饒氏。慈侍下。兄廷文、廷武。